# Kuruc
Kuruc (hongrois: kurucok [sg. kuruc], Slovaque: kuruci [sg. kuruc]) est un terme utilisé pour désigner les forces armées anti-Habsbourg rebelles du Royaume de Hongrie entre 1671 et 1711. Les soldats fidèles à l'empereur et roi de Hongrie étaient appelés par les Kuruc Labanc (hu).
L'armée Kuruc était majoritairement composée de Hongrois et les principaux généraux étaient souvent hongrois. 

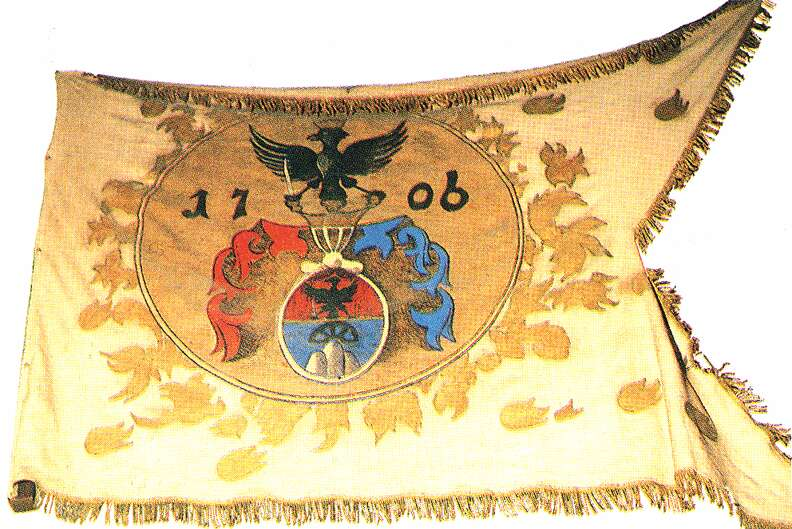
Drapeau Kuruc orné des armes de Rákóczi.

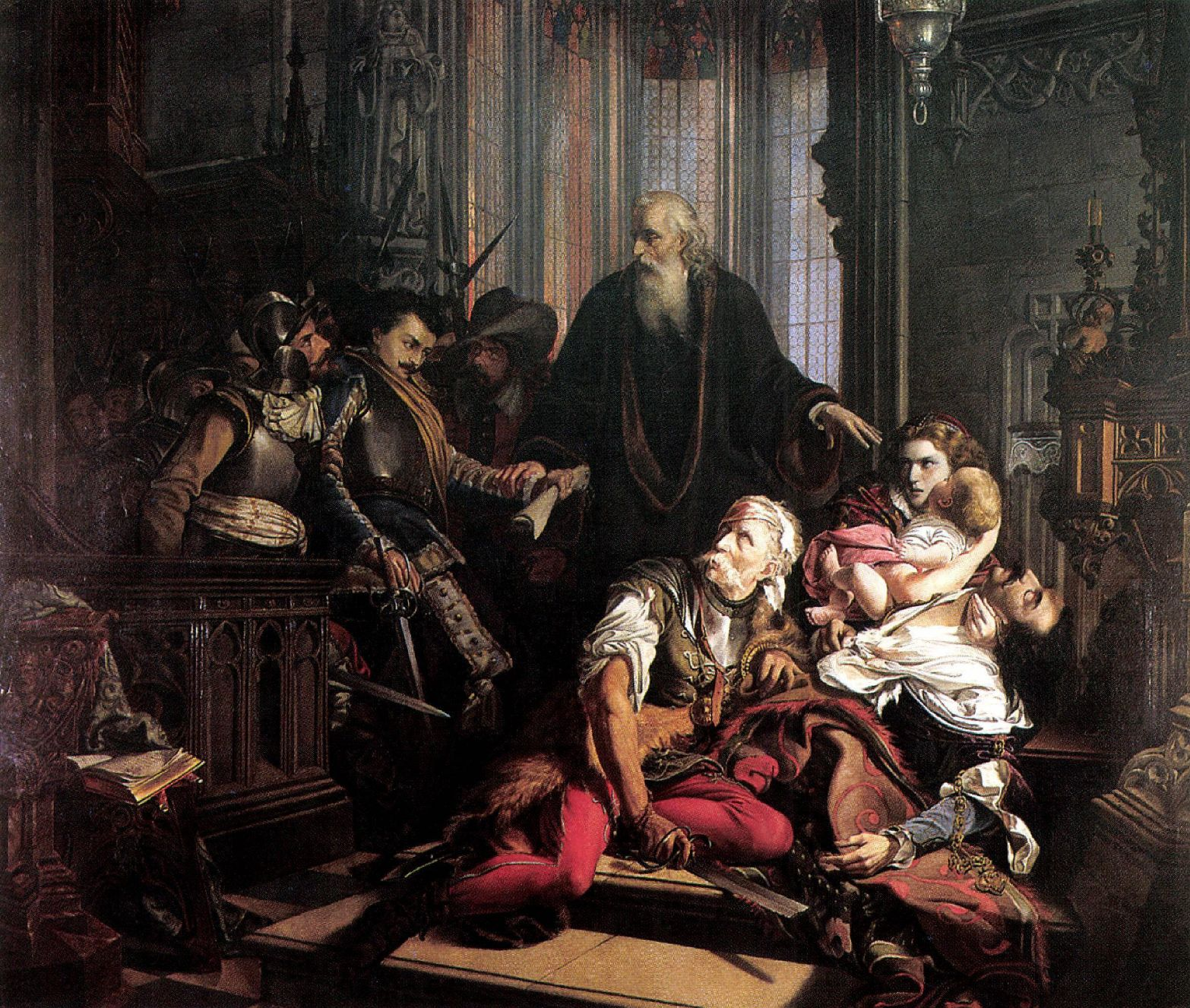
Kuruc és labanc, par Viktor Madarász, 1885.

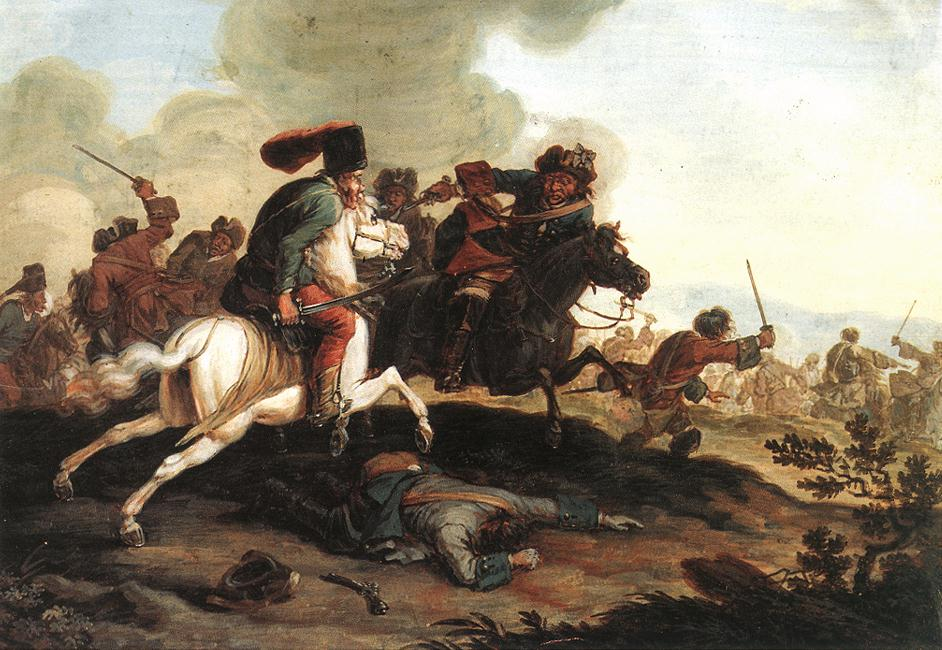
Scène de bataille entre Kuruc et Labanc.